# Pattonomys semivillosus
Pattonomys semivillosus is een zoogdier uit de familie van de stekelratten (Echimyidae). De wetenschappelijke naam van de soort werd voor het eerst geldig gepubliceerd door I. Geoffroy in 1838.

## Voorkomen
De soort komt voor in Colombia en Venezuela.